# Rings
Rings es una película de terror psicológico sobrenatural estadounidense de 2017 dirigida por el español F. Javier Gutiérrez, escrita por David Loucka, Jacob Aaron Estes y Akiva Goldsman y protagonizada por Matilda Lutz, Alex Roe, Johnny Galecki, Aimee Teegarden, Bonnie Morgan y Vincent D'Onofrio. Es la tercera película de  de la franquicia de The Ring.
La película tiene lugar quince años después de los acontecimientos de la película de 2002 y trece después de los acontecimientos de la secuela de 2005. La película fue lanzada en los Estados Unidos el 3 de febrero de 2017. Aunque la recepción crítica fue negativa, la película fue un éxito de taquilla, siendo número 2 de taquilla en Estados Unidos, y recaudando $83 millones en todo el mundo contra su presupuesto de $25 millones.

## Argumento
En 2013, en un avión con destino a Seattle, Carter revela que ha visto el vídeo maldito de Samara Morgan. Kelly revela que ella también vio la cinta y le pregunta a Carter si hizo una copia; él responde que no. Momentos después, Samara hace que el avión se estrelle, matando a Carter y a todos los demás a bordo.
Dos años después, en 2015, un profesor universitario, Gabriel Brown, compra la vieja videograbadora de Carter y descubre la cinta de vídeo que contiene. En otra parte, una estudiante, Julia, ve a su novio, Holt, yendo a la universidad, pero se preocupa cuando él la engaña. Pronto, una chica en pánico, Skye, la contacta; ella también está preocupada por Holt. Cuando Julia va a buscar a Holt, conoce a Gabriel y encuentra un grupo de personas conocidas como los Siete, que están involucradas en un experimento relacionado con el video maldito. Los Siete se graban a sí mismos viendo el vídeo antes de pasarlo a otra persona llamada "cola".
Julia reconoce a Skye al instante. Ella va con Skye a su departamento para ver el video sin saberlo. Cuando Skye intenta obligarla a ver el vídeo, Julia se encierra en el baño. Samara mata a Skye en el apartamento. Julia intenta salir corriendo del apartamento y, cuando finalmente abre la puerta, encuentra a Holt al otro lado. Holt revela que él también vio la cinta y que le quedan 12 horas. Julia mira su copia y, cuando levanta el teléfono, tiene la visión de una puerta. El teléfono le deja una marca en la mano. La versión de Julia del vídeo no se puede copiar y contiene imágenes adicionales de una mujer misteriosa. Se da cuenta de que deben cremar los restos físicos de Samara.
Gabriel fotocopia la marca en la mano de Julia y las envía a Sacrament Valley, donde Samara recibió un entierro adecuado después de que los residentes de la isla Moesko se negaron a aceptar los restos. Julia y Holt encuentran una tumba sin nombre, pero cuando entran, la encuentran vacía. Son capturados y llevados a un ciego llamado Galen Burke, quien afirma que el cuerpo de Samara fue sepultado por un sacerdote local, pero se produjo una inundación, lo que llevó al sacerdote a volver a enterrarla en un campo de alfarero en las afueras de la ciudad.
De camino al campo, Julia y Holt sufren un accidente automovilístico y descubren que Gabriel estuvo involucrado. Se dio cuenta de que la marca en la mano de Julia es Braille y la tradujo. Sin embargo, él muere al caer un poste de servicios públicos antes de que pudiera advertirles. Después de tener una visión de Evelyn, Julia y Holt regresan a la ciudad. Julia va a la iglesia y descubre una cámara oculta debajo del campanario. Encuentra evidencia de que Evelyn fue encarcelada allí mientras estaba embarazada: mantenida en cautiverio por el sacerdote después de haber sido violada. Ella escapó a los ocho meses de embarazo.
Holt se entera de que Galen es el sacerdote. Julia visita a Galen por separado y le explica sus hallazgos. Él la ataca, revelando que él es el sacerdote y el padre biológico de Samara. Se cegó a sí mismo para escapar del alcance de sus poderes. Julia lo empuja escaleras abajo, incapacitándolo temporalmente. Holt corre a la casa de Galen, donde queda inconsciente. Julia descubre el esqueleto de Samara detrás de una pared y Galen intenta estrangularla para evitar que incinere los restos de Samara. Afirma que la cremación desataría un mal indescriptible en el mundo y que ha matado a varias personas que anteriormente intentaron hacer lo mismo. De repente, un enjambre de cigarras entra volando y convoca a Samara a través del teléfono de Julia. Samara cura la ceguera de Galen y lo mata. Holt se recupera y corre en ayuda de Julia. Esa noche, él y Julia incineran el cadáver de Samara, en un intento de apaciguar su espíritu de una vez por todas, y regresar a casa.
Mientras Julia está en la ducha, Holt nota un mensaje de voz de Gabriel, quien le advierte sobre el Braille, que Holt comienza a traducir. En el baño, Julia quita la piel donde estaba la marca, revelando la piel gris debajo. Ella empieza a toser pelo negro, del que nace una cigarra. Mientras tanto, la copia de Julia del vídeo maldito se envía a todos los de su lista de contactos y finalmente se vuelve viral, a pesar de los intentos inútiles de Holt de desconectar la computadora. Cuando su computadora falla, se revela que la traducción al Braille es "renacimiento". Samara renace en Julia, quien ve el rostro de Samara en el espejo en lugar del suyo propio.

## Reparto
- Matilda Lutz como Julia.
- Alex Roe como Holt Anthony.
- Johnny Galecki como Gabriel Brown.
- Aimee Teegarden como Skye Johnston.
- Vincent D'Onofrio como Galen Burke.
- Bonnie Morgan como Samara Morgan.
- Daveigh Chase como Samara Morgan (flashback).
- Laura Wiggins como Faith.
- Andrea Laing como Libby.
- Zach Roerig como Carter.
- Adam Fristoe como Chris.
- Kayli Carter como Evelyn.
- Chuck David Willis como Blue.
- Lizzie Brocheré como Kelly.
- Drew Gray como Sam.
- Randall Taylor como Padre de Holt.

## Producción
Paramount Pictures anunció la titulada inicialmente The Ring 3D con F. Javier Gutiérrez a cargo de la dirección. En agosto de 2014, Paramount estaba en conversaciones con Akiva Goldsman para que escribiese un tercer borrador del guion, que anteriormente fue trabajado por David Loucka y Jacob Aaron Estes. En noviembre, Gutiérrez publicó una foto en Instagram que demostró que el título actual de la secuela es Rings. El 16 de enero de 2015, Matilda Lutz ingreso al elenco para interpretar el papel principal. Alex Roe fue incluido para el papel protagonista masculino, el 20 de marzo de 2015. Aimee Teegarden se unió al elenco el 27 de marzo de 2015. Johnny Galecki había firmado para protagonizar en la película el 1 de abril de 2015, él estaría interpretando a Gabriel, un profesor y mentor que ayuda a Holt y Julia. Se había rumoreado que la película sería una precuela, sin embargo Gutiérrez había declarado que no era cierto y que la película tiene lugar 13 años después de los acontecimientos de The Ring.

### Rodaje
La fotografía principal comenzó el 23 de marzo de 2015 y acabó el 31 de mayo de 2015 en Atlanta.

## Recepción

### Recaudación
Al 13 de junio de 2017, Rings ha recaudado $27.8 millones en los Estados Unidos y Canadá y $55 millones en otros territorios para una recaudación mundial de $83 millones, contra un presupuesto de $25 millones.
En Norteamérica, el film fue estrenado junto con The Space Between Us y The Comedian, y se esperaba recaudar entre 12 y 14 millones de dólares en 3.000 salas de cine en su primer fin de semana. Hizo $800.000 en una vista previa del martes a la noche. Logró recaudar $13.000.000 terminando en segundo lugar en la recaudación detrás de la película de terror Split.

### Críticas
La película ha recibido reseñas generalmente negativas de parte de la crítica y de la audiencia. En el portal de Internet Rotten Tomatoes la película tiene una aprobación de 8%, basada en 71 reseñas, y con una calificación promedio de 3/10 de parte de la crítica, y un 39% por parte de la audiencia.
En la página Metacritic posee una puntuación de 25 de 100, basada en 18 reseñas, indicando "reseñas generalmente negativas". Las audiencias de CinemaScore le dieron una "C-" en una escala de A+ a F, mientras que en IMDb, los usuarios le han dado una calificación 4.7/10, basado en más de 2.500 votos.